# 벅스 랜드

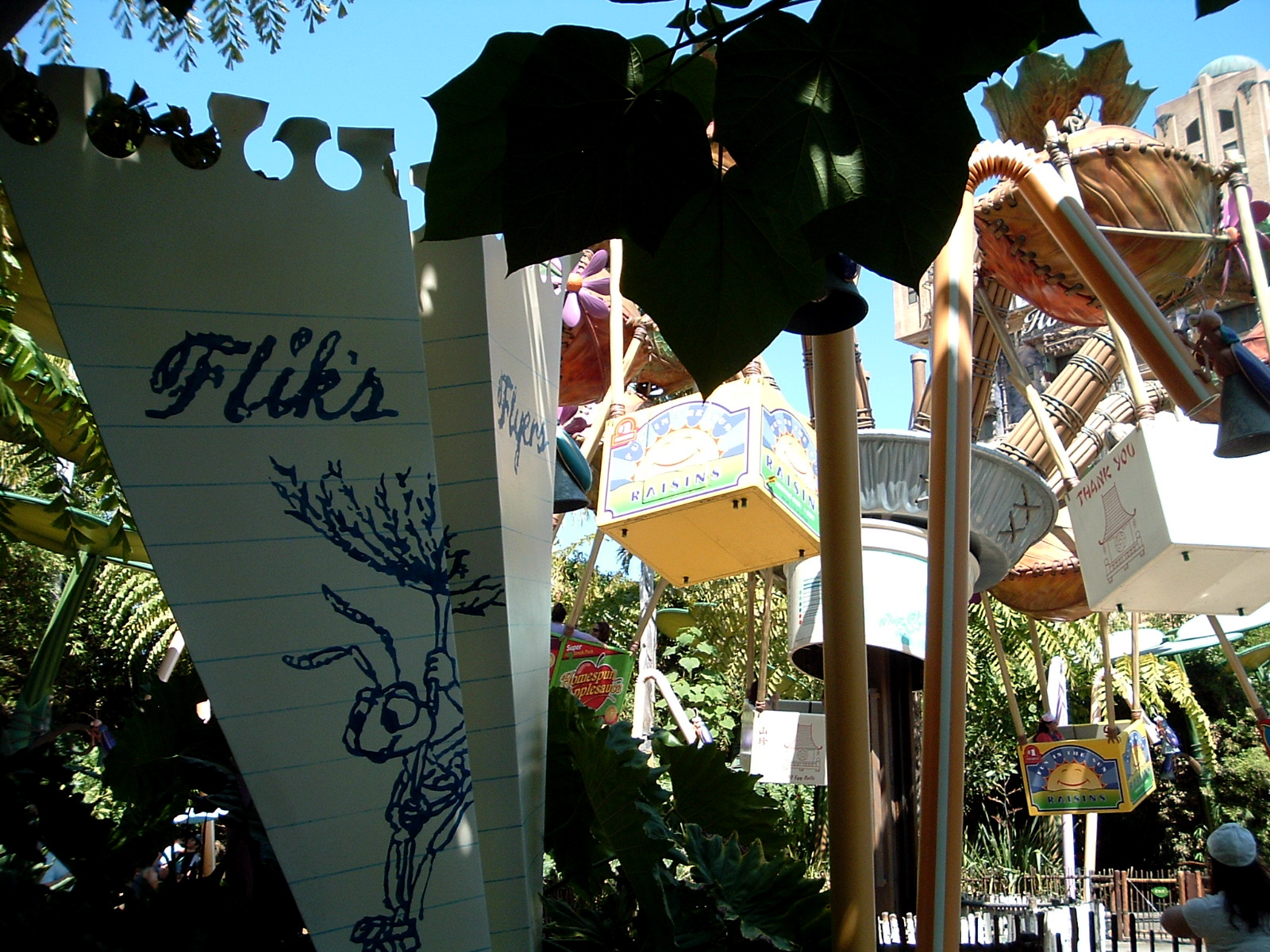

벅스 랜드(A Bug's Land)는 디즈니 캘리포니아 어드벤처에 위치한 놀이공원 구역이다. 1998년에 개봉된 영화 벅스 라이프를 소재로 하여 만들어졌다. 벅스 랜드는 "필크즈 펀 페어"(Filk's Fun Fair) 등 두 부분으로 다시 나뉜다. 영화관이나 물놀이장도 위치하고 있다.